# 데지레 클라리
데지레 클라리(1777년 11월 8일 ~ 1860년 12월 17일, 프랑스어: Désirée Clary), 세례명은 베르나르딘 외제니 데지레 클라리(프랑스어: Bernardine Eugénie Désirée Clary)로 결혼후 마담 베르나도트라고 불렸으며, 스웨덴의 왕비가 되었을 때는 데시데리아(스웨덴어: Desideria av Sverige)로 알려진다. 데지레 클라리는 베르나도테 왕조의 시조이자 스웨덴 및 노르웨이의 왕이었던 칼 14세 요한의 왕비이다. 스웨덴의 국왕 오스카르 1세의 어머니이자 프랑스 제1제정의 황제 나폴레옹 1세의 첫 약혼자였다.

## 생애

### 어린 시절
데지레 클라리는 1777년, 프랑스 마르세유의 유복한 상가(商家)인 클라리 가(家)의 막내딸로 태어난다. 데지레 클라리의 부계는 원래 아일랜드 이민자 집안이었다.
데지레의 어린시절은 프랑스 혁명과 밀접하게 연관된다. 데지레의 아버지는 데지레와 그녀의 언니를 교육시키기 위해 수녀원으로 보냈다. 하지만 혁명으로 수녀원이 문을 닫았고, 데지레는 집으로 돌아와 가정에서 보호를 받게 된다. 이후 그녀는 성인이 될때까지 정식 교육과는 거리와 먼 삶을 산다.
데지레의 집안은 부유했지만 혁명은 부유한 상인들에게도 위협적이었다. 많은 상인들이 그들의 재산때문에 체포되었으며, 데지레의 가족들 역시 혁명에 불안함을 느꼈으며 결국 데지레의 막내 오빠는 스스로 목숨을 끊었다.

### 나폴레옹의 약혼자
1792년, 보나파르트 가(家)가 마르세유에 이주해오면서 나폴레옹 보나파르트의 형 조제프 보나파르트(Joseph Bonaparte)와 데지레의 언니인 줄리 클라리(Julie Clary)의 혼인이 결정되었다. 데지레와 나폴레옹은 이때 서로 알게되었다고 추측된다. 이때부터 데지레는 나폴레옹의 약혼자가 되었다.
1793년, 나폴레옹은 툴롱(Toulon) 공략전에서 큰 성과를 거둬 무인(武人)으로서 명성을 얻는데에 성공하지만 데지레가 너무 어렸기 때문에 아직 결혼은 없었다. 1794년에 테르미도르의 반동으로 나폴레옹이 연좌(緣坐)되어 체포되었으나, 1796년에 파리에서 왕당파의 폭동이 발생하면서 이를 진압하기 위한 총재정부의 총재 바라스의 부관으로 발탁되었다. 이때 병력의 열세에도 불구하고 수도 시가지에서 대포를 쏘는 과감한 진압 작전으로 이를 진압하고, 진압한 것에 대해 명성을 얻게 된다. 이 명성을 얻게 되면서 나중에 프랑스 제1제정의 첫 번째 황후(皇后)가 되는 조제핀 드 보아르네(Joséphine de Beauharnais)와는 이때 알게 된 것으로 보인다.
데지레와 나폴레옹은 연애 편지를 수시로 교환했지만, 나폴레옹으로부터의 답신 편지는 점차 끊어졌다. 결국 1796년, 데지레에게 어떠한 알림도 없이 나폴레옹은 조제핀과 결혼하면서, 데지레와 파혼에 이르게 된다.

### 베르나도트와의 결혼

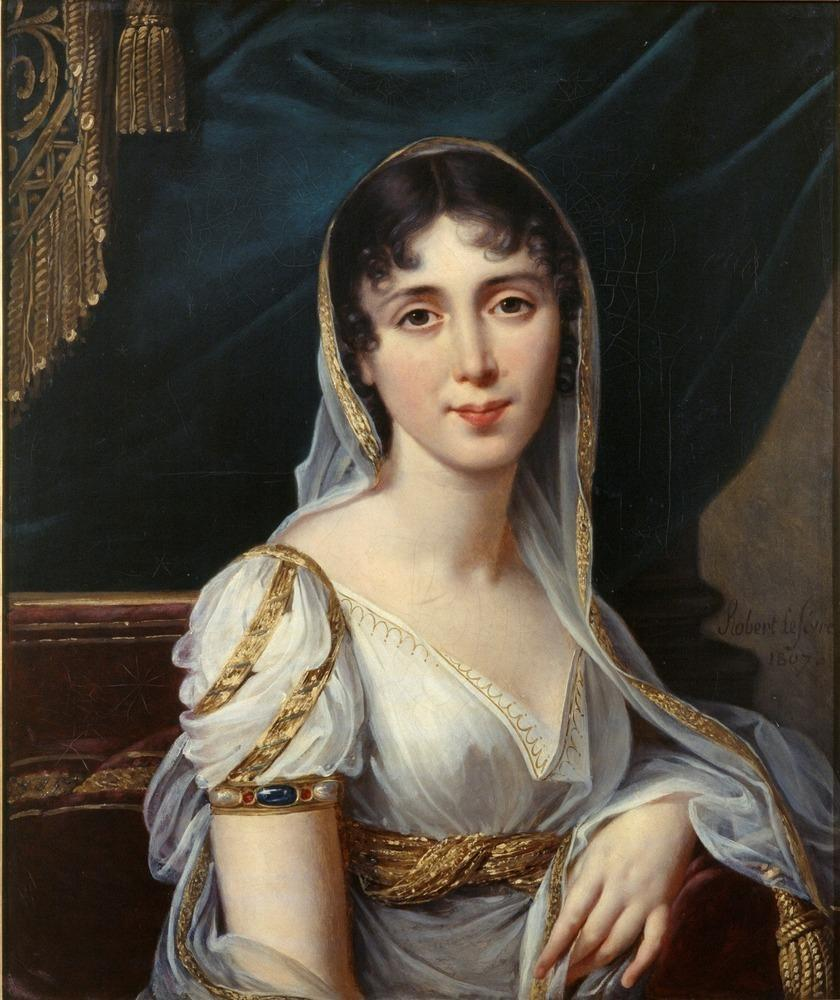
1807년에 그려진 데지레 클라리의 초상화

나폴레옹과의 관계가 끝난후 데지레는 언니와 형부를 따라 이탈리아에서 살았다. 이 때 프랑스군의 장군 몇 명이 데지레에게 청혼을 했다. 그녀는 나폴레옹의 가족들이 가장 좋아하는 친척이었기 때문이다. 그들중 뒤포장군과는 거의 결혼할뻔 했었다고 알려져있다.
조제프 보나파르트가 이탈리아에서 프랑스로 돌아가자, 데지레 역시 언니부부와 함께 프랑스로 돌아온다. 1798년, 데지레는 프랑스 육군의 장군이자 나폴레옹의 라이벌인 장바티스트 베르나도트(후의 스웨덴의 칼 14세 요한)를 만난다. 나폴레옹의 형제들과 친분 관계를 쌓았던 베르나도트를 가족들이 데지레에게 소개시켜 준 것이었다. 베르나도트 역시 여러 이점 때문에 데지레에게 청혼했으며, 데지레는 그와 결혼한다. 데지레는 자신의 결혼에 대해서 훗날 스웨덴에서 자신의 시종장에게 이렇게 말했다고 전해진다. "... 사람들이 그가 나폴레옹과 대적할만하다고 이야기한후 (결혼을) 결정했다." 이 결혼에 따라 베르나도트는 클라리 가를 통해 보나파르트 가와 간접적인 인척(姻戚)이 되었다. 이 배경에는 나폴레옹의 형제들이 유능하고 민중의 지지도 있던 베르나도트를 데지레를 통해 어떻게든 아군으로 끌어들일려고 노력한끝에 이루어진 결과가 아닌가라는 연구도 있다. 실제로 1799년, 나폴레옹이 쿠데타를 일으켜 통령정부를 수립할 때, 베르나도트는 중립을 취하면서 쿠데타를 묵인하고 있었다. 이 해에 외아들인 오스칼이 태어난다. 나폴레옹은 오스칼의 대부(代父)가 된다.
데지레와 베르나도트가 결혼한 후에도, 베르나도트와 나폴레옹 사이의 긴장은 완화되지 않았다. 하지만 데지레는 남편인 베르나도트에게 중요한 사람이 되는데, 나폴레옹은 베르나도트에 대해 처결을 내리려 할 때마다 늘 데지레 클라리를 떠올렸고, 이 때문에 베르나도트에 대해서 심한 처분을 하지 못한다. 베르나도트 전기 작가 중 한명은 베르나도트가 데지레의 남편이 아니었다면 나폴레옹은 진작 그를 총살했을것이라고 이야기 할 정도이다.
베르나도트와 데지레의 결혼 생활은 동시대 문헌을 통해 행복했다고 알려져있다. 데지레의 성격은 정치에 관심이 없는 평범한 여성이었고 남편이 군인으로 승진하기 보다는 자신의 곁에 있는 것을 더 좋았다. 쥐노의 부인이 기록한 나폴레옹 궁정에 대한 책에서 그녀는 데지레에 대해 " 베르나도트가 전장으로 가면 그때문에 울고, 남편이 돌아오면 다시 전장으로 떠날것이라는 생각때문에 울었다."라고 이야기한다. 베르나도트 역시 다른 여성들과의 연애에 그다지 관심이 없었는데 살롱에서 수많은 여성들을 만났지만 그녀들과는 아내와 이야기하지 못하는 정치 이야기를 했다. 이 때문에 마담 르카미에(madame recamier)는 데지레에게 "당신 남편은 나와 단 둘이 있으면 정치 이야기만 하려하죠?"라고 물었다고 한다. 쥐노의 부인 역시 베르나도트에 대해 그가 연애에 무관심했다고 언급한다.

### 스웨덴의 왕태자비

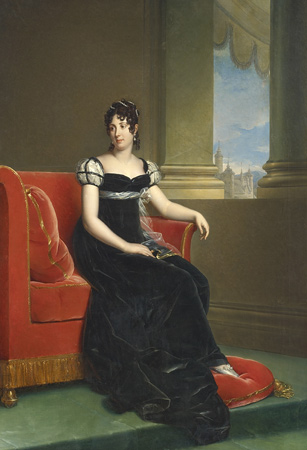
1810년경 스웨덴 궁정 예복을 입은 데지레 클라리

1809년, 남편 베르나도트가 스웨덴 추밀원에 의해 왕위 계승 후보자가 된 것은 데지레와 프랑스 제국의 운명을 크게 전환하는 사건이었다. 베르나도트 부부는 이를 위해 나폴레옹에게 “스웨덴의 요청을 받아들이는 것은 허가해 주었으면 한다.”고 신청한다. 이때 나폴레옹은 “데지레에게는 내가 나쁜 일을 했다.”라며 이를 허가한다. 베르나도트는 1810년에 왕세자가 되면서 동시에 섭정(攝政)이 되어 스웨덴에서의 집정(執政)을 시작한다. 데지레가 아들 오스칼과 함께 파리로부터 스톡홀름으로 거처를 옮긴 시기는 1811년이다. 그러나 데지레는 프랑스와는 기후 풍토도, 문화도 다른 스웨덴에 친숙해지지 못했다. 게다가 궁정의 실권을 잡았던 왕비 샤를로테는 데지레에 대해서 차갑게 대했다. 샤를로테 왕비는 데지레에 대해서 "자신의 조국을 흘끗이라도 돌아보려하지 않는다"라던가 "아들을 치마폭에 감싸고 있다"라고 비난했다. 또 이 시기의 스웨덴의 겨울이 비정상적으로 추웠던 일도 있어서 반년 후 남편과 아들을 남겨둔 채 파리로 돌아온다. 프랑스로 돌아온 데지레는 스웨덴 생활에 대해서 단지 "추웠다"라고만 답했다.
파리에 돌아온 데지레는 스웨덴 왕태자비로서 살롱을 열었으며 이곳에는 주로 스웨덴인들과 반 나폴레옹파 사람들이 드나들었다. 늘 가족들과 친밀한 관계였던 데지레는 나폴레옹이 몰락한 뒤 언니와 다른 가족들을 돕기 위해 노력했다.

### 스웨덴의 왕비
1818년, 베르나도트는 스웨덴과 노르웨이(1814년에 획득)의 국왕 칼 14세 요한으로서 즉위했다. 하지만 남편이 즉위한 뒤에도 데지레는 스웨덴에 가지 않고 프랑스에 남아 있었다.1823년에 왕세자 오스카르가 프랑스 황후 조제핀의 손녀와 결혼한 것을 계기로 데지레는 다시 스톡홀름으로 옮겨살게 된다. 데지레가 돌아온후 스웨덴 궁정은 구스타프3세 이후 가장 활발했다. 하지만 데지레는 곧 지쳤으며 다시 프랑스로 돌아가길 원했지만, 칼 14세 요한은 허락하지 않았다. 남편 칼 14세가 1844년에 사망한 후, 태후가 되었다. 이후에도 그녀는 프랑스로 돌아가려는 계획을 세웠지만 실행하지는 못했다. 남편이 죽은후 데지레는 기이한 행동을 많이 했는데, 밤낮을 뒤바꿔 살았으며, 오페라가 끝난뒤에 오페라 박스에 들어가기도 했다.
왕위를 계승한 아들 오스카르 1세도 1859년에 데지레에 앞서 사망하면서 섭정을 맡고 있던 손자 칼 15세가 즉위한다. 1860년에 데지레도 83살의 나이로 사망한다. 데지레의 마지막 말은 ‘나폴레옹’이라고 말해지고 있다.
칼 14세 요한과 데지레의 후손은 스웨덴 왕실, 덴마크 왕실, 노르웨이 왕실, 벨기에 왕실, 룩셈부르크 대공가등에 퍼져있다.
데지레가 죽은 후, 데지레의 개인 문서들 사이에서 나폴레옹과의 편지의 초안(草案)이 발견되었다. 이 편지들은 소중하게 간직되어 있었는데, 나폴레옹이 자신을 떠나기 전 썼던 다정한 편지들로 열여섯살의 어린 소녀가 꿈꾸던 사랑과 삶에 대해서 언급한 것들이었다.
스웨덴에서 데지레는 기본적으로 매우 인기있는 왕비가 아니었다. 비록 그녀가 와서 궁정이 활발해지긴 했지만, 스웨덴어를 거의 할줄 몰랐기에 만나거나 교류할 수 있는 사람들이 한정되어 있었다. 스스로도 왕비라는 지위를 원치 않았으며, 따뜻한 남부 프랑스에서 태어난 데지레에게 추운 북유럽의 날씨는 생소하고 견디기 힘든것이기도했다.

## 작품

### 영화
- 데지레(Desiree, 1954), 헨리 코스터

### 소설
- 나폴레옹을 사랑한 여인 데지레(1983), 안마리 셀링코[2]